# Strictly Sexual
Strictly Sexual es una película de 2009 dirigida por Joel Viertel y escrita por Stevie Long.

## Sinopsis
Dos mujeres exitosas, cansadas de salir y de las relaciones, deciden quedarse con dos hombres jóvenes en su casa de piscina por propósitos estrictamente sexuales.

## Elenco
- Amber Benson como Donna.
- Johann Urb como Joe.
- Kristen Kerr como Christi Ann.
- Stevie Long como Stanny.
- Trevor Murphy como Damian.
- Brooke Allen como Cassandra.
- Elizabeth Wood
- Ashley Hinson como Empleada.
- Shravan Kambam como Niki.
- Scott Weston como Scott.
- Rick Ramnath como Rich.
- Lindsay Frame como Mujer Complementaria.
- Carlos Conrado Sanchez como Carlos.
- Justin Phillips como Justin.
- Mark Radcliffe como Mark.